# Všeobecné volby v Togu v roce 1963

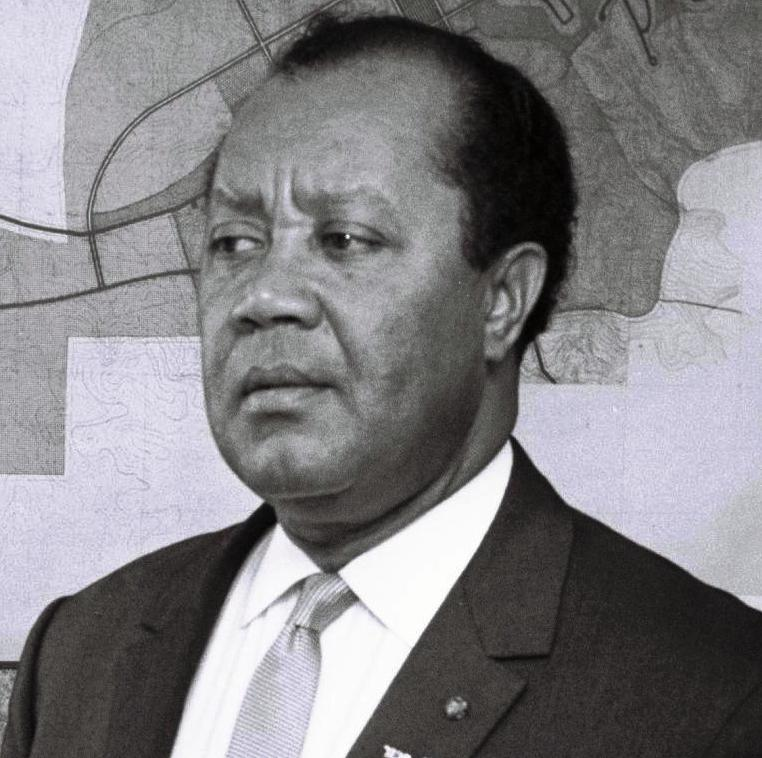
Vítěz voleb Nicolas Grunitzky (1964)

Všeobecné volby v Togu se konaly 5. května 1963 spolu s ústavním referendem. Konaly se po vojenském státním převratu, který na počátku roku 1963 svrhl a zabil prezidenta Sylvana Olympia, který v roce 1961 rozpustil všechny politické strany kromě své Strany tožské jednoty (PUT). V prezidentských volbách jako jediný kandidoval Nicolas Grunitzky, který dříve zastával funkci předsedy vlády a kandidoval za stranu Tožské lidové hnutí (MPT). Pro volby do Národního shromáždění byla sestavena jednotná kandidátka z politiků stran PUT, Juvento, Demokratické unie tožského lidu a MPT. Každá z těchto stran měla 14 mandátů a kandidovaly jako koalice nazvaná Smíření a národní unie. Podle oficiálních výsledků byla volební účast 91,1 %.

## Volební výsledky

### Prezidentské volby
| Kandidát                            | Politická strana                    | První kolo | První kolo |
| Kandidát                            | Politická strana                    | Hlasy      | %          |
| ----------------------------------- | ----------------------------------- | ---------- | ---------- |
| Nicolas Grunitzky                   | Tožské lidové hnutí                 | 568 893    | 100 %      |
| Celkem                              | Celkem                              | 568 893    | 100 %      |
|                                     |                                     |            |            |
| Platných hlasů                      | Platných hlasů                      | 568 893    | 97,70 %    |
| Neplatných hlasů                    | Neplatných hlasů                    | 13 416     | 2,30 %     |
| Celkem hlasů                        | Celkem hlasů                        | 582 309    | 100 %      |
| Registrovaných voličů/volební účast | Registrovaných voličů/volební účast | 639 524    | 91,05 %    |

### Parlamentní volby
| Politická strana                    | Hlasy   | %       | Mandáty |
| ----------------------------------- | ------- | ------- | ------- |
| Smíření a národní unie              | 568 893 | 98,61 % | 56      |
| proti                               | 7 993   | 1,39 %  |         |
| Celkem                              | 576 886 | 100 %   | 56      |
|                                     |         |         |         |
| Platných hlasů                      | 576 886 | 99,07 % |         |
| Neplatných hlasů                    | 5 423   | 0,93 %  |         |
| Celkem hlasů                        | 582 309 | 100 %   |         |
| Registrovaných voličů/volební účast | 639 524 | 91,05 % |         |